# Куат Шильдебаев
Куат Абдуллаевич Шильдебаев (каз. Қуат Абдуллаұлы Шілдебаев; род. 9 июля 1957, с. Каракемер, Энбекшиказахский район, Алматинская область, Казахская ССР) — казахстанский композитор, работающий в различных музыкальных жанрах, включая академическую, фольклорную, кинематографическую и театральную музыку. Заслуженный деятель Республики Казахстан.

## Биография
В 1981 году окончил Алматинскую государственную консерваторию имени Курмангазы по классу композиции у народной артистки СССР Газизы Жубановой.
С 1983 года является членом Союза композиторов СССР, а также Союза композиторов и Союза кинематографистов Республики Казахстан.

## Творчество
Куат Шильдебаев является автором ряда произведений академической музыки:
•«Концертино для кыл-кобыза и камерного оркестра» (1978)
•Концерт для фортепиано с оркестром (1981)
•«Камерная симфония» для струнного оркестра и флейты
•«Пастораль» для струнных, органа и флейты (1998)
•«Шабыт» для скрипки соло и струнного оркестра (2006)
•Струнный квартет
•Фортепианные произведения
Балеты:
•«Прото Адам»
•«Жусан»
•«Желтуранга»
Фольклорная музыка:
•Кюй «Қаракемер» для соло кыл-кобыза (1983), оркестрованный в 1996 году. Произведение привлекло внимание как отечественных, так и зарубежных музыкантов, в том числе Kronos Quartet, включившего его в свой репертуар.
•Кюй «Қоңыр» для соло кыл-кобыза
•«Ой жайляу» зарисовка для народного оркестра
•«Оңдасын» для народного оркестра
Обработки казахских народных мелодий :
•Кюй «Салтанат» для струнного квартета
•«Караторгай» для фортепиано
•«Қаламқас» для струнного оркестра
Песни:
Автор ряда песен, среди которых:
•«Отан Ана»
•«Сағым дүние»
•«Жан Ана»
•«Қайран көңіл-ай»
•«Аялаған арман-ай»
•«Күндер-ай»
•«Алдар Көсе»
•«Ұйықта бөпем»
•«Әсем дүние»
•«Аманат»
Многие композиции вошли в репертуар ведущих казахстанских исполнителей.

## Музыка для кино и театра
Куат Шильдебаев написал музыку к ряду художественных, документальных и анимационных фильмов, а также театральным постановкам.
Фильмы:
•«Гибель Отрара» (1991)
•«Забудь обо мне» (1993)
•«Сон во сне» (1993)
•«Стрейнджер» (1993)
•«Юные годы Абая» (1995)
•«Остров Возрождения» (2004)
•«Святая грешница» (2005)
•«Путевой обходчик» (2006)
•«Улжан» (2007)
•«Мустафа Шокай» (2008)
•«Подарок Сталину» (2008)
•«Прощай, Гульсары» (2008)
•«Небо моего детства» (2011)
•«Алдар Косе» (2011)
Фильмы Ермека Турсунова:
•«Семь майских дней» (2011)
•«Шал» (2012)
•«Кемпір» (2014)
•«Кенже» (2015)
•«Жат» (2015)
•«Шырақшы» (2018)
•«Бейсмойнақ» (2021)
•В 2017 году написал саундтрек к обновленной версии культового документального фильма «Турксиб» (1929), премьера которого состоялась в Алматы и Лондоне.

## Дискография

### Виниловые пластинки
| Год  | Название                                            | Лейбл   | Формат      | Каталожный номер |
| ---- | --------------------------------------------------- | ------- | ----------- | ---------------- |
| 1989 | Куат Шильдебаев, Ерлан Сабитов – Кюи для кыл-кобыза | Мелодия | 7", 33⅓ RPM | C32 27895 008    |

### CD-триптих
| Год  | Название                         | Лейбл   |
| ---- | -------------------------------- | ------- |
| 2008 | Фантом ДНК (Путешествие за Край) | Alemart |
| 2008 | Емшан                            | Alemart |
| 2008 | Прото Адам (музыка для балета)   | Alemart |

### Авторские альбомы
| Год  | Название                        | Лейбл   |
| ---- | ------------------------------- | ------- |
| 2016 | Қуат Шілдебаев – Авторлық әндер | Meloman |

## Признание и награды
Дважды лауреат премии EMA-2012 в номинациях «Лучший композитор года» и «Лучший саундтрек».
Отмечен Ассоциацией кинокритиков Казахстана за вклад в развитие кинематографа (2017).
Лауреат премии «Құлагер» (2018).
Золотой лауреат Евразийской международной премии (2019).
Лауреат премии «Алтын Адам – Человек года» (2024).
Президентский стипендиат (2024).
В 2025 году зарегистрирован в Американском обществе композиторов, авторов и издателей (ASCAP).

## Музыкальное наследие
В 2025 году издательство Global Music Partnership Press опубликовало кюй «Қаракемер» для скрипки соло и струнных, что сделало его первым казахстанским композитором, чья работа вышла в американском издании, и стало значимой вехой в его международном признании. Кюй "Каракемер" вошел в коллекцию Нью-Йоркской публичной библиотеки при поддержке Генерального консульства Казахстана в Нью-Йорке. Премьера произведения состоялась в Гарвардском университете и Бостонском музее изящных искусств.

## Творческая философия
Музыкальный стиль Куата Шильдебаева сочетает традиции казахской музыки с современными композиторскими приемами. В его произведениях прослеживается глубокая философия, обращенная к сакральным истокам культуры.
Музыка Шильдебаева передает дух времени и пространства, создавая образы, способные трансформировать восприятие реальности.

## Современники о К. Шильдебаеве
(цитаты из док. фильма «ГАЛАКТИКА»):
«Куат Шильдебаев — не просто композитор, он шаман».
Мурат Нугманов, кинематографист
«Куат Шильдебаев – один из немногих наших современников, которого можно смело оценивать не масштабами Центральной Азии и не значением для музыки постсоветского пространства, а ценностью для мировой цивилизации».
Гуэндаэль Инджуджян, культуролог
«Он не просто талантливый композитор, он чувственный композитор. Наши представления о музыке в кино совпали. Сейчас мне очень сложно представить мой фильм «Гибель Отрара» без музыки Куата Шильдебаева».
Ардак Амиркулов, режиссер кино
«Многогранность личности Куата Шильдебаева помогает ему проявиться во всех  музыкальных жанрах  глубоко и талантливо. У нас сильная духовная связь, родство. Я считаю его своим старшим братом».
Батырхан Шукенов, музыкант
«Слушая музыку Куата, я понимаю, что такое изощренность, изобретательность. И эта изощренность, изобретательность так проста, так доходчива… понятна, как сама природа».
Болат Атабаев, режиссер театра
«Ты слушаешь его музыку и чувствуешь себя Вселенной. Его музыка обогащает, делает тебя объемным, насыщенным, исконным».
Гульмира Габбасова, хореограф
«Он неразделимо связан с традиционной казахской музыкой и в то же время он авангарден и современен. Куат Шильдебаев — один из сталкеров, проводников нашего времени».
Рустем Абдрашев, режиссер кино
«Академические произведения  Куата Шильдебаева звучат свежо и современно, в этом его самая большая ценность.  У него вроде бы все просто и все так гармонично — в духе со временем. Я думаю, в этом его самый большой талант».
Виктор Хоменков, музыкант
«В фильме «Улжан» я хотел, чтобы звучала исконная казахская музыка, и одновременно эта музыка должна была быть современной, динамичной, ритмичной. Я оказался в студии Куата Шильдебаева и послушал его музыку. Я был впечатлен. В первый же день нашего знакомства я понял, что он тот человек, которого я искал».
Фолькер Шлендорф, режиссер кино
«Шильдебаев – светлый и непостижимый король тюркской психоделии. Некоторым кажется, что в его отдельных произведениях пульсирует беспредельная ярость, но я думаю, что это ритм самой жизни».
Канат Ибрагимов, художник